# Подкамень (Хакасия)
Подкамень (хак. Хюльхая; Хуюлығ хая - Скала с пещерами) — деревня в центральной части Орджоникидзевского района Хакасии недалеко от административной границы с Ширинским районом.
Число хозяйств 100, население 375 человек (01.01.2004).
Населённый пункт образован в конце 20-х — начале 30-х гг. XX века в период коллективизации.

## Население
| 2002 | 2010 |
| ---- | ---- |
| 371  | ↘319 |